# Diamond Island, Newfoundland
Diamond Island är en ö i Kanada.   Den ligger i provinsen Newfoundland och Labrador, i den östra delen av landet, 1 700 km öster om huvudstaden Ottawa. Diamond Island och den större grannön Change Island kallas tillsammans för Change Islands.